# Стивен, Маркус
Ма́ркус Сти́вен (англ. Marcus Stephen; род. 1 октября 1969, Науру) — науруанский политический деятель, спортсмен (тяжелоатлет), спортивный функционер. 27-й президент Науру с 19 декабря 2007 по 10 ноября 2011 года. Президент Олимпийского комитета Науру с января 2009 года и президент Федерации тяжёлой атлетики Океании с марта 2008 года. Один из двух участников Олимпийских игр некоролевской крови, занимавших пост главы государства (наряду с Палом Шмиттом).

## Спортивная карьера
До того как стать политиком, Стивен профессионально занимался тяжёлой атлетикой. Выступал в категориях до 59, до 60, до 62 кг. Маркус выиграл 7 золотых и 5 серебряных медалей на Играх Содружества в 1990—2002 годах, а в ноябре 1999 года в Афинах выиграл серебро чемпионата мира в толчке в категории до 62 кг (золото в этой дисциплине с мировым рекордом выиграл китаец Лэ Маошэн).
Трижды Стивен участвовал в летних Олимпиадах, при этом на своей первой Олимпиаде в 1992 году в Барселоне он был вынужден выступать под флагом Западного Самоа, т. к. Олимпийский комитет Науру тогда ещё не был создан. В Барселоне Стивен занял 9-е место среди 31 спортсмена в своей категории. В 1996 году на Олимпиаде в Атланте уже под флагом Науру Стивен не сумел завершить выступления, а в 2000 году в Сиднее стал 11-м среди 21 спортсмена. В 1996 и 2000 годах Стивен был знаменосцем делегации Науру на Олимпийских играх. В 2000 году перед Олимпиадой в Сиднее Стивен участвовал в эстафете олимпийского огня, часть которой проходила по территории Науру.
В 2005 году Стивен был включён в Зал славы Международной федерации тяжёлой атлетики (IWF).

## Политическая карьера
С 3 мая 2003 года — член парламента, с 8 августа 2003 по 22 июня 2004 — министр финансов Науру в кабинете президента Рене Харриса. Оппозиционно настроенный по отношению к новому президенту Людвигу Скотти, неудачно пытался занять его место 28 августа 2007 года, но после вотума недоверия Скотти 19 декабря занял президентский пост. После новых парламентских выборов 29 апреля 2008 года, на которых 12 мест из 18 получили его сторонники, был переизбран президентом. Ведётся работа по изменению конституции для проведения прямых президентских выборов. 10 ноября 2011 года ушёл в отставку на фоне выдвинутых парламентской оппозицией обвинений в коррупции. На его место избран Фредерик Питчер, в свою очередь, вынужденный уйти в отставку через пять дней после пребывания на посту президента.
Отец Маркуса Стивена, Лоренс Стивен, являющийся родственником влиятельного в Науру семейства Кеке, был членом парламента Науру в 1971—1977 и 1980—1986 годах, а также на протяжении многих лет занимал пост генерального секретаря Олимпийского комитета Науру.
Федерация тяжёлой атлетики Науру (англ. Nauru Weightlifting Federation) была создана в 1989 году, и одной из её основных целей было позволить Стивену, единственному серьёзному на тот момент тяжелоатлету страны, выступать на международном уровне.
В августе 2019 года был избран депутатом парламента и новым председателем парламента Науру. В сентябре 2022 года его переизбрали депутатом парламента, и он вновь возглавил парламент.